# 斎村五郎
斎村 五郎（さいむら ごろう、1887年（明治20年）5月4日 - 1969年（昭和44年）3月13日）は、日本の剣道家。段位は範士十段。昭和の剣聖の一人に挙げられ「剣聖十段」といわれた。また、その気性の激しさから、“雷五郎”、“ケンカ五郎”とも呼ばれた。

## 経歴
旧福岡藩士斎村霞栖の三男として福岡市養巴町（現・大名町）に生まれる。福岡県立中学修猷館に入学後、吉留桂（安倍立剣道師範、玄洋社社員）の遺愛堂道場で剣道を学ぶ。修猷館の同級生で共に剣道部であった緒方竹虎（のちの副総理）とは親友であり、卒業後も親交を保った。
1906年（明治39年）、大日本武徳会武術教員養成所に第1期生として入所し、内藤高治に師事する。1909年（明治42年）卒業後、1913年（大正2年）精錬証。武術教員養成所が改称した武道専門学校の剣道助教授となる。
1916年（大正5年）29歳のときに上京。1928年（昭和3年）範士となり、警視庁、皇宮警察、陸軍戸山学校、早稲田実業学校、早稲田高等学院、早稲田大学、日本大学等の師範、国士舘専門学校の教授を務める。1933年（昭和8年）教士。
1934年（昭和9年）、皇太子殿下御誕生奉祝天覧武道大会特選試合に出場し中野宗助との試合を披露。
1940年（昭和15年）、紀元二千六百年奉祝天覧武道大会特選試合に出場し小川金之助との試合を披露。
1945年（昭和20年）8月15日に敗戦の責任をとって自刃した陸軍大臣阿南惟幾は、自刃の前日に斎村と面会し剣道の稽古をした。戦後、GHQにより禁止されていた剣道の復活に尽力する。
1957年（昭和32年）、全日本剣道連盟から剣道十段を授与される。また、警視庁から剣道名誉師範、国士舘大学から名誉教授の称号を授与されている。
1964年（昭和39年）、修猷館の同級生である東京オリンピック組織委員会会長であった安川第五郎の要請により、東京オリンピック・デモンストレーションにおいて持田盛二と共に日本剣道形を演武した。

## 栄典
- 勲四等旭日小綬章
- 紫綬褒章
- 剣道功労章
- 剣道殿堂顕彰

### DVD
- 『昭和天覧試合』、クエスト
- 『美と栄光の剣士たち』、クエスト
- 『剣聖と極意 日本剣道形』、クエスト